# Тайтобинська сільська адміністрація
Тайтоби́нська сільська адміністрація (каз. Тайтөбе ауылдық әкімдігі, рос. Тайтобинская сельская администрация) — адміністративна одиниця у складі Цілиноградського району Акмолинської області Казахстану. Адміністративний центр та єдиний населений пункт — село Тайтобе.
Населення — 1204 особи (2009; 721 в 1999, 722 у 1989).
Станом на 1989 рік існувала Кощинська сільська рада (села Кощі, Тайтобе, селище Госплемстанція). Село Госплемстанція було ліквідоване 2009 року. До 2010 року округ називався Кощинським. 2021 року село Косши отримало статус міста обласного підпорядкування і виведене зі складу сільського округу та району взагалі. У січні 2022 року, Косшинський сільський округ перетворено в Тайтобинську сільську адміністрацію, у вересні 2022 року Тайтобинську сільську адміністрацію було ліквідовано[уточнити], та село Тайтобе передане у підпорядкування Косшинської міської адміністрації.

## Склад
До складу адміністрації входять такі населені пункти:
| Населений пункт      | Населення, осіб (1989) | Населення, осіб (1999) | Населення, осіб (2009) |
| -------------------- | ---------------------- | ---------------------- | ---------------------- |
| Госплемстанція, село | 356                    | 370                    | 372                    |
| Тайтобе, село        | 366                    | 351                    | 832                    |